# Ludwig von Perroni
Graf Ludwig von Per(r)oni (* in Italien; † 6. Mai 1757, gefallen in der Schlacht bei Prag) war kaiserlich-königlicher Kammerherr und Generalwachtmeister.

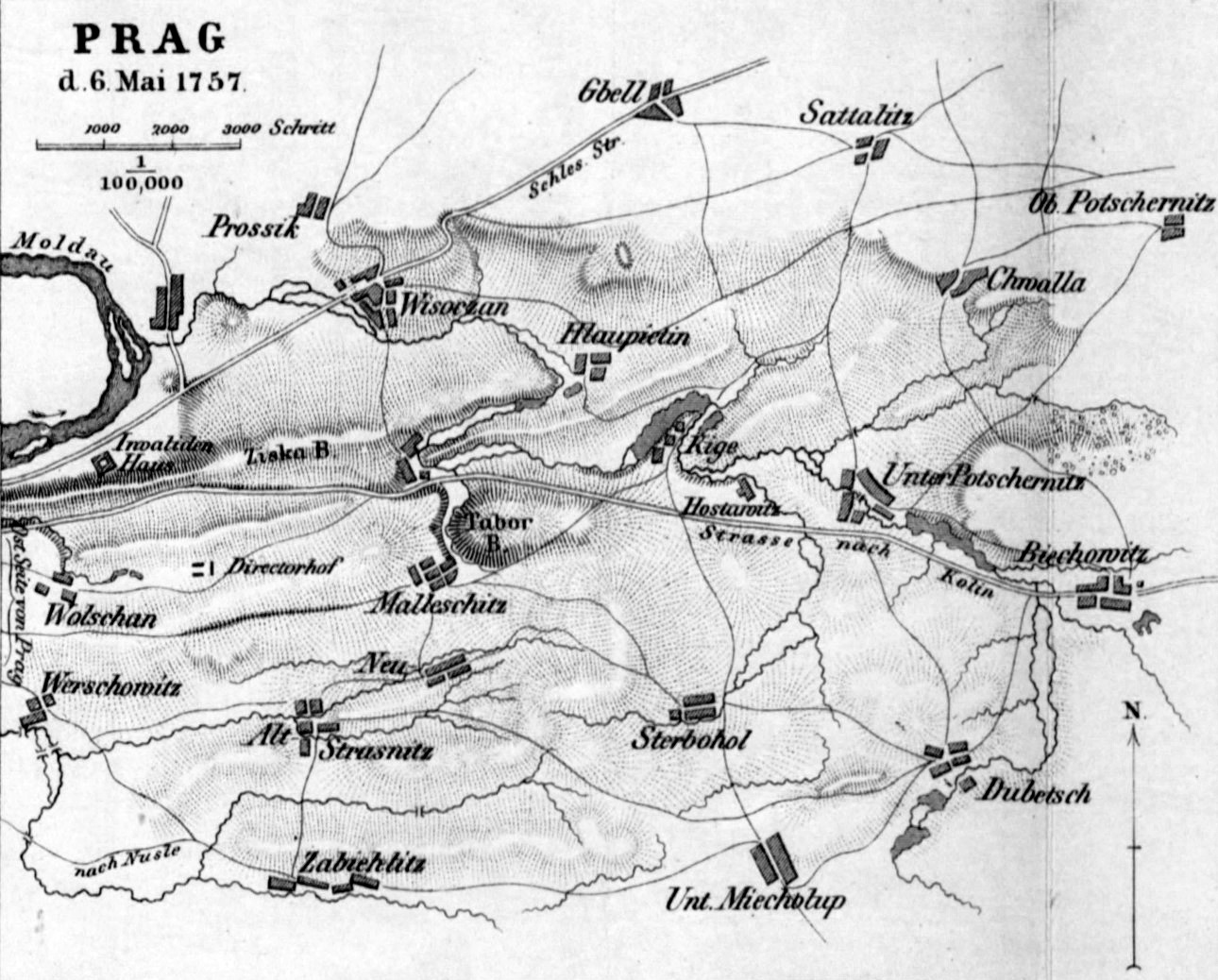
Karte der Schlacht bei Prag an seinem Tod

Er war Kommandeur des Infanterieregiments No. 10 (Ludwig von Braunschweig-Wolfenbüttel) als er den 4. Oktober 1755 zum Generalwachtmeister befördert wurde. Während des Siebenjährigen Krieges bewachte er mit einem Korps von acht Kompanien Grenadiere, 200 Mann Kavallerie und 50 Husaren den Pass von Peterswalde an der sächsischen Grenze. Als aber die preußische Armee am 13. September 1756 in Böhmen einmarschierte und ein Korps unter Ferdinand von Braunschweig, musste er abziehen. In der Schlacht bei Prag hat er das Grenadierkorps kommandiert. Er hatte zusammen mit dem FML Clerici die Preußen unter Manstein auf dem Berg Tabor angegriffen. Bei dem Angriff wurde Clerici schwer verwundet und Perroni getötet.
Bereits am 8. März 1750 wurde er zum K. k. Kămmerer ernannt.
Er war der Sohn des FML Luigi von Peroni († 1741), sein Bruder Nikolo war Quartiermeister in Korps des FML Bonneval.